# 축 장애
다음은 축 장애에 대한 설명이다.
DSM-IV-TR로 알려진 DSM-IV판의 '텍스트 개정'(Text Revision)이 2000년에 발표되었다. 진단 범주 및 특정 진단 기준의 대부분은 변경되지 않았다. 국제질병분류(ICD)와의 일관성을 유지하기 위한 진단 코드 중 일부와 같이 각 진단에 대한 추가 정보를 제공하는 텍스트 섹션(section)이 업데이트되었다. DSM-IV-TR은 5축의 다축체계(Multi-Axis System,Multi-axial system)로 구성되었다. 첫 번째 축인 제1축 장애는 임상 장애를 통합했다. 따라서 제2축 장애를 제외한 모든 축장애를 포함한다. 두 번째 축인 제2축 장애는 성격 장애와 지적 장애를 다루고 있다. 나머지 제3축장애와 제4축장애 그리고 제5축장애는 의학적, 정신적 사회발달 및 아동환경 요인에 대해 다루었으며, 종합적인 의료 평가에 대한 진단 기준을 제공하기 위해 기능적으로 필요한 분류를 제시하고있다.

## 제1축장애 및 2축장애
축 I: 정신지체 및 성격장애(인격장애)를 제외한 모든 심리적 진단 범주
축 II: 인격 장애 및 정신지체(보다 접근된 표현으로 "지적 장애"라고 칭함)
축 III: 일반 의학적 상태, 급성 의료 상태 및 신체 장애 - 기질성 또는 증상성 정신장애 또는 향정신성의약품 사용으로 인한 정신 및 행동 장애 분류
축 IV: 장애의 원인이 되는 사회 및 환경적 요인 분류
축 V: 광범위 기능 평가(Global Assessment of Functioning , GAF) 또는 아동 광범위 기능 평가 (CGAF)
한편 제1축장애 및 제2축 장애를 포함한 3~5축 장애 평가는 진단적이며 체계적이고 광범위한 객관성을 확보할지라도 임상전문가의 면담평가를 전제로 확정되어야 한다는 조건을 명시하고있는 것으로 알려져있다.

## 같이 보기
- DSM-5
- KCD